# Antiblemma undilla
Antiblemma undilla là một loài bướm đêm trong họ Erebidae.